# Rete testis
La rete testis és una xarxa d'anastomosis de túbuls delicats situats en el testicle (mediastí testicular) que porta espermatozoides dels túbuls seminífers als conductes eferentes. És la contrapartida del rete ovarii en les femelles. La seva funció és proporcionar un lloc per a la reabsorció de fluids.